# Данн, Артур
А́ртур Те́мпест Бла́кистон Данн (англ. Arthur Tempest Blakiston Dunn; 12 августа 1860 — 20 февраля 1902) — английский футболист, нападающий. Выступал за футбольные клубы «Кембридж Юниверсити», «Олд Итонианс» и «Коринтиан», также за национальную сборную Англии. Основатель школы-интерната Ладгроув.

## Образование
Родился в Уитби в семье Джона Данна, профессора по математике Кембриджского университета. Окончил Итонский колледж. В 1880 году поступил в Тринити-колледж (Кембридж). В 1884 году получил звание бакалавра искусств, в 1887 — звание магистра искусств.

## Футбольная карьера

### Клубная карьера
Выступал за футбольную команду Итонского колледжа, а затем за клуб «Кембридж Юниверсити» с 1883 по 1884 год.
Наибольшего успеха добился в составе клуба «Олд Итонианс». В сезоне 1881/82 Данн помог команде выйти в финал Кубка Англии, где «Олд Итонианс» обыграл «Блэкберн Роверс» со счётом 1:0 (Данн отдал голевую передачу на Уильяма Андерсона).
В сезоне 1882/83 Данн и «Олд Итонианс» в последний раз сыграли в финале Кубка Англии, где встретились с клубом «Блэкберн Олимпик». Счёт в матче открыл Гудхарт в первом тайме, однако во втором тайме Мэтьюз из «Олимпика» сравнял счёт. Вскоре после этого Артур Данн получил травму колена и вынужден был покинуть поле, из-за чего «Олд Итонианс» остался вдесятером (замены тогда не допускались правилами). Основное время завершилось вничью, а в овертайме Джеймс Костли после передачи  Джека Йейтса забил гол за «Блэкберн Олимпик», который принёс этому клубу победу в Кубке Англии.
С 1886 по 1892 год также играл за клуб «Коринтиан». Также играл в «представительских» футбольных матчах за сборные Лондона, Кембриджшира и Норфолка, а также в матчах «Север против Юга».
Чарльз Уильям Олкок так описал Данна, который обычно выступал на позиции левого инсайда: «Хороший центрфорвард, довольно лёгкий, но очень отважный, и обладает хорошим ударом…». В поздний этап футбольной карьеры Данн выступал на позиции правого защитника (в том числе в матчах сборной Англии в 1892 году).

### Карьера в сборной
24 февраля 1883 года дебютировал за национальную сборную Англии в матче против сборной Ирландии, который завершился разгромной победой англичан со счётом 7:0. Данн забил в той игре два гола.
Всего провёл за сборную четыре матча с 1883 по 1892 год.
Всего провёл за сборную Англии 4 матча, в двух последних был капитаном сборной.

#### Список матчей за сборную
| № | Дата            | Стадион                           | Соперник  | Результат | Голы Данна | Турнир                  |
| - | --------------- | --------------------------------- | --------- | --------- | ---------- | ----------------------- |
| 1 | 24 февраля 1883 | «Эгберт Крикет Граунд», Ливерпуль | Ирландия  | 7:0       | 44′ 80′    | Товарищеский матч       |
| 2 | 23 февраля 1884 | «Баллинафей Парк», Белфаст        | Ирландия  | 8:1       |            | Домашний чемпионат 1884 |
| 3 | 5 марта 1892    | «Рейскорс Граунд», Рексем         | Уэльс     | 2:0       |            | Домашний чемпионат 1892 |
| 4 | 2 апреля 1892   | «Айброкс Парк», Глазго            | Шотландия | 4:1       |            | Домашний чемпионат 1892 |

Итого: 4 матча / 2 гола; 4 победы, 0 ничьих, 0 поражений.

## Крикетная карьера
Играл в крикет за крикетные клубы графств Норфолк и Хартфордшир, а также за клуб «Фри Форестерс».

## Карьера в образовании

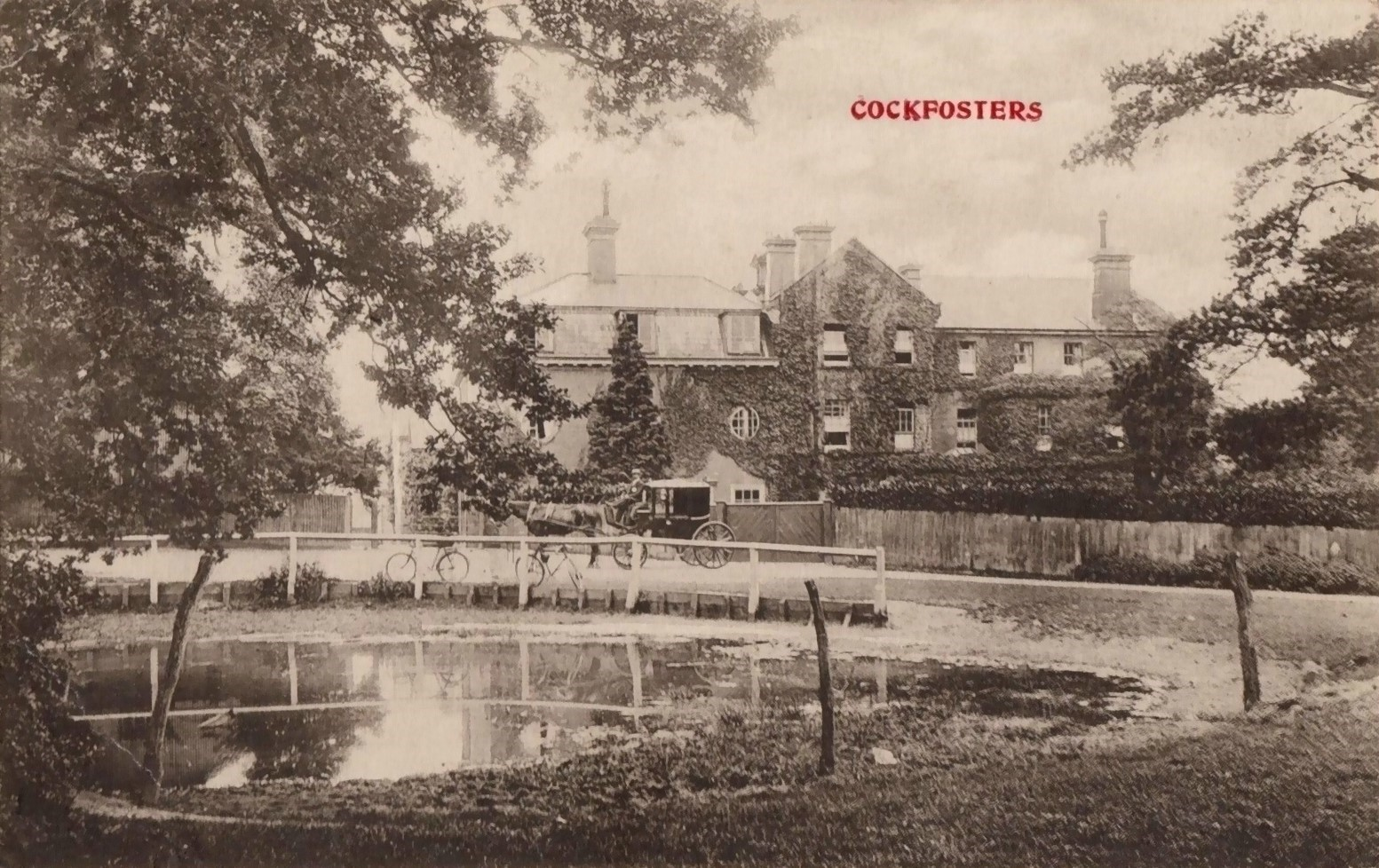
Ладгроув-холл на почтовой открытке (около 1900 года)

В 1884 году Данн начал преподавательскую карьеру в Ирландии. С 1885 по 1892 год был учителем в школе Эстри (Хартфордшир). В мае 1892 года открыл частную школу Ладгроув (англ. Ludgrove School) в здании Ладгроув-холл в Кокфорстерс (Барнет, Лондон) и оставался её директором до самой своей смерти.

## Смерть и наследие
20 февраля 1902 года Артур Данн умер во сне в возрасте 41 года. За неделю до смерти он судил футбольный матч между сборной школы Ладгроув и футбольной командой «Оксфорд Юниверсити», а также играл в хоккей на льду в Трент-парк неподалёку от школы, после чего жаловался на усталость. В день своей смерти он посещал Палату общин вместе с полковником Уильямом Кеньоном-Слейни, чей сын был учеником в школе Ладгроув. Данн был похоронен в Литтл-Шелфорде (Кембриджшир).
У Данна было трое детей. Его младшая дочь Олайв Мэри стала писательницей, работала в сатирическом журнале Punch. Его единственный сын Джон Данн стал младшим лейтенантом Королевской полевой артиллерии, он был убит в бою во время битвы на Сомме в сентябре 1916 года. Старшая дочь Артура, Маджори Флоренс, получила Орден Британской империи (MBE) в 1920 году в дань признания её заслуг по работе в Красном кресте во время войны. Вдова Артура Хелен умерла в 1949 году в возрасте 81 года.
В память о нём был учреждён Кубок Артура Данна, в котором принимали участие футбольные команды выпускников английских школ. Первый розыгрыш турнира прошёл в сзеоне 1902/03. В 2003 году прошёл 100-й финал этого турнира.

## Достижения
«Олд Итонианс»
- Обладатель Кубка Англии: 1882
- Финалист Кубка Англии: 1883

Сборная Англии
- Победитель Домашнего чемпионата: 1892